# Тор Акюрейри
Тор Акюрейри (на исландски: Íþróttafélagið Þór Akureyri, [ˈiːθrouʰtaˌfjɛːlaijɪθ ˈθouːr ˈaːkʰʏrˌeiːrɪ]) е исландски футболен отбор от град Акюрейри, Исландия. Клубът е основан на 6 юни 1915 и е кръстен „Тор“ (Þór) в чест на бог Тор. През сезон 2010 тимът си осигурява място в Урвалсдайд – висшата лига на Исландия. През сезон 2011 клубът завършва на незавидното 11-о място от 12 отбора и през 2012 играе във втората дивизия на Исландия. Благодарение на доброто си представяне в турнира за купата Тор Акюрейри стига до финал, където е победен от шампиона КР Рейкявик. Тъй като КР Рейкявик през сезон 2012/2013 взима квота за УЕФА Шампионска лига, на Тор Акюрейри е дадено правото да участва в Лига Европа с квотата от Купата на Исландия.

## Известни бивши играчи
- Аста Арнатодир
- Халдор Аскелсон
- Хлинир Бригисон
- Арон Гунаршон
- Ивар Гунаршон
- Шон Уеб